# Amy Sène
Pour les articles homonymes, voir Sène.
Amy Sène  (née le 6 avril 1986 à Lorient, en France) est une athlète sénégalaise, spécialiste du lancer du marteau. Elle est triple championne d'Afrique de la discipline.

## Biographie
Elle remporte son premier succès international majeur en 2010 en enlevant le concours des championnats d'Afrique de Nairobi, au Kenya avec un lancer à 64,11 m, performance constituant alors le nouveau record du Sénégal. Éliminée dès les qualifications lors des championnats du monde 2011, elle décroche la médaille d'or des Jeux africains de Maputo, au Mozambique en atteignant la marque de 61,48 m. 
En 2012, Amy Sène se classe troisième des championnats de France d'Angers en établissant un nouveau record d'Afrique avec 69,10 m. Fin juin, à Porto-Novo, au Bénin, la Sénégalaise conserve son titre continental du lancer du marteau à l'occasion des 18es championnats d'Afrique, s'imposant avec un lancer à 65,55 m.
Le 25 mai 2014 elle établit à Forbach un record d'Afrique de la discipline, avec un lancer à 69,70 m.
Elle obtient l'argent aux championnats d'Afrique, de même qu'en 2015 aux Jeux africains.
En 2016 elle récupère son titre de championne d'Afrique à l'occasion de la 20e édition qui se déroule à Durban, en battant par la même occasion le record des championnats.

### Palmarès
| Date | Compétition            | Lieu        | Résultat | Marque  |
| ---- | ---------------------- | ----------- | -------- | ------- |
| 2010 | Championnats d'Afrique | Porto-Novo  | 1re      | 64,11 m |
| 2011 | Jeux africains         | Maputo      | 1re      | 61,48 m |
| 2012 | Championnats d'Afrique | Porto-Novo  | 1re      | 65,65 m |
| 2014 | Championnats d'Afrique | Marrakech   | 2e       | 64,66 m |
| 2015 | Jeux africains         | Brazzaville | 2e       | 63,64 m |
| 2016 | Championnats d'Afrique | Durban      | 1re      | 68,35 m |

### Records
| Épreuve           | Performance | Lieu    | Date        |
| ----------------- | ----------- | ------- | ----------- |
| Lancer du marteau | 69,70 m     | Forbach | 24 mai 2014 |